# Lucilina dupuisi
Lucilina dupuisi är en blötdjursart som först beskrevs av Eugène Leloup 1973.  Lucilina dupuisi ingår i släktet Lucilina och familjen Chitonidae. Inga underarter finns listade i Catalogue of Life.